# Il mistero dell'isola maledetta
Il mistero dell'isola maledetta è un film d'avventura del 1965 diretto da Piero Pierotti.

## Trama
Malik, un feroce pirata, è temutissimo nei Caraibi. L'ultima sua vittima è il Capitan Navarro, avvistato morente su ciò che resta della sua imbarcazione da Pedro Valverde, capitano di un galeone spagnolo. Navarro denuncia l'aggressione subita da parte di Malik, che dice essere aiutato nelle sue imprese dalle informazioni di una donna, di cui non fa in tempo a pronunciare il nome. Giunto a Puerto Suarez, Pedro è ricevuto dal governatore, Don Alvarado, che lo presenta alla figlia Blanca e ad Alma, una ricca possidente creola, fidanzata dello stesso governatore. Nei giorni successivi, mentre Pedro, per incarico di Don Alvarado, inizia le indagini intorno alle malefatte di Malik e della sua ignota complice, sempre più frequentemente incontra Alma, che gli dimostra simpatia. Nel corso di una festa, il palazzo del governatore viene assalito da Malik. Tuttavia il piano del pirata sostanzialmente fallisce per l'intervento provvidenziale di Pedro. Giunti nel frattempo altri rinforzi governativi, tutte le forze regolari convergono sull'Isola Maledetta, dove i pirati hanno il loro rifugio. Nello scontro decisivo, Alma viene smascherata e rimane uccisa; stessa sorte tocca a Malik e ai suoi uomini. Alla fine di tutte le peripezie, Pedro e Blanca si sposano.